# Arquidiocese de Nagasaki
A Arquidiocese de Nagasaki (latim: Archidioecesis Nagasakien, japonês: カトリック長崎大司教区) é uma arquidiocese localizado na cidade de Nagasaki no Japão. 

## História
O Vicariato Apostólico do Japão era chefiado pelo Bispo Bernard Petitjean, que mudou a residência do Vicariato de Yokohama para Nagasaki em 1866, dando origem à Diocese de Nagasaki. O Bispo Petitjean era o Vigário Apostólico do Vicariato Apostólico do Sul do Japão, que tinha autoridade sobre os territórios de Kinki, Chugoku, Shikoku e Kyushu, quando o Vicariato Apostólico do Japão foi dividido nos Vicariatos Apostólicos do Norte e do Sul em 1876. As três regiões de Kinki, Chugoku e Shikoku foram entregues ao Vicariato Apostólico do Japão Central após seu estabelecimento em 1888. Somente a região de Kyushu ficou sob a jurisdição do Vicariato Apostólico do Sul do Japão. Em 15 de junho de 1891, o Vicariato Apostólico do Sul do Japão foi elevado ao status de Diocese e constituiu a Diocese de Nagasaki.
A Prefeitura Apostólica de Kagoshima foi formada em 18 de março de 1927, combinando as prefeituras de Kagoshima e Okinawa. Depois que as cinco prefeituras de Fukuoka, Saga, Kumamoto, Miyazaki e Oita foram combinadas na recém-formada Diocese de Fukuoka, a Diocese de Nagasaki se tornou a primeira diocese sob um ordinário japonês em 16 de julho daquele ano. Foi então separada da Sociedade para as Missões Estrangeiras de Paris e tinha jurisdição apenas sobre a prefeitura de Nagasaki. Depois de ser nomeado ordinário, o Pe. Kyunosuke Hayasaka se tornou o primeiro japonês a ser consagrado bispo em 30 de outubro do mesmo ano. O Bispo Hayasaka renunciou em 1937, tornando o Pe. Aijiro Yamaguchi o ordinário após sua consagração.
O Bispo Yamaguchi tornou-se o primeiro Arcebispo de Nagasaki quando a Diocese de Nagasaki foi promovida ao status de Arquidiocese em 14 de maio de 1959. Em 19 de dezembro de 1968, o Bispo Joseph Asjiro Satowaki de Kagoshima foi nomeado sucessor do Arcebispo Yamaguchi após sua renúncia. Em 16 de março do ano seguinte, ele foi consagrado como Arcebispo de Nagasaki. O Pe. Hisajiro Matsunaga foi instalado como bispo auxiliar de Nagasaki em 1978. O Arcebispo Satowaki tornou-se o terceiro cardeal japonês em 30 de junho de 1979. O Cardeal Satowaki renunciou ao cargo de arcebispo em 8 de fevereiro de 1990, e o Bispo Kaname Shimamoto, bispo de Urawa, foi nomeado seu substituto. Naquele mesmo ano, em 8 de maio, ele foi instalado. O bispo Matsunaga foi consagrado bispo de Fukuoka em 15 de janeiro de 1991.
Em 23 de janeiro de 2002, o sulpiciano Pe. Joseph Mitsuaki Takami foi nomeado bispo auxiliar de Nagasaki e, em 29 de abril do mesmo ano, foi consagrado bispo. Após a morte do Arcebispo Shimamoto em 31 de agosto de 2002, a sede episcopal ficou vaga. O Bispo Auxiliar Takami foi nomeado Arcebispo de Nagasaki em 4 de outubro de 2003 e entronizado em 14 de dezembro do mesmo ano.
Em 31 de maio de 2019, o sulpiciano padre Michiaki Nakamura foi nomeado bispo auxiliar de Nagasaki e, em 16 de setembro do mesmo ano, foi consagrado bispo. O bispo auxiliar Michiaki Nakamura foi nomeado arcebispo de Nagasaki em 28 de dezembro de 2021, e entronizado em 23 de fevereiro de 2022, depois que o arcebispo Mitsuaki Takami apresentou sua renúncia no mesmo dia.  Há 2 papas que visitaram esta diocese, a saber, o Papa João Paulo II em fevereiro de 1981 e o Papa Francisco em novembro de 2019. 

## Episcopados
| #                        | Nome                             | Período    | Notas                    |
| Arcebispos               | Arcebispos                       | Arcebispos | Arcebispos               |
| ------------------------ | -------------------------------- | ---------- | ------------------------ |
| 5º                       | Peter Michiaki Nakamura          | 2021-atual | [ 5 ]                    |
| 4º                       | Joseph Mitsuaki Takami, P.S.S.   | 2003-2021  | [ 6 ]                    |
| 3º                       | Francis Xavier Kaname Shimamoto  | 1990-2002  |                          |
| 2º                       | Joseph Cardeal Asjiro Satowaki   | 1968-1990  |                          |
| 1º                       | Paul Aijirō Yamaguchi            | 1959-1968  |                          |
| Bispo                    |                                  |            |                          |
| 5º                       | Paul Aijirō Yamaguchi            | 1937-1959  |                          |
| 4º                       | Januarius Kyunosuke Hayasaka     | 1927-1937  |                          |
| 3º                       | Jean-Claude Combaz, M.E.P.       | 1912-1926  |                          |
| 2º                       | Jules-Alphonse Cousin, M.E.P.    | 1885-1911  |                          |
| 1º                       | Bernard-Thadée Petitjean, M.E.P. | 1876-1884  |                          |
| Bispo-auxiliar           |                                  |            |                          |
|                          | Peter Michiaki Nakamura          | 2019-2021  | Elevado a Arcebispo      |
|                          | Joseph Mitsuaki Takami, P.S.S.   | 2002-2003  | Elevado a Arcebispo      |
|                          | Joseph Hisajiro Matsunaga        | 1977-1990  | Nomeado Bispo de Fukuoka |
|                          | Joseph-Marie Laucaigne, M.E.P    | 1876-1885  |                          |
| Administrador Apostólico |                                  |            |                          |
|                          | Joseph-Marie Laucaigne, M.E.P    | 1884-1885  |                          |